# Pedro de Ursúa
Pedro de Ursúa (ur. ok. 1526, zm. 31 grudnia 1560) – hiszpański konkwistador w Ameryce Południowej.
Pedro de Ursúa przybył do Cartageny na karaibskim wybrzeżu dzisiejszej Kolumbii w roku 1545, gdzie przyłączył się do swego wuja, Miguela Díaza de Arméndariz, królewskiego zarządcy ówczesnej prowincji Nowa Grenada. Mimo młodego wieku został przez wuja mianowany gubernatorem Bogoty.
Pełniąc obowiązki gubernatora wykazał się kilkoma kampaniami przeciw Indianom z plemienia Musos i założeniem kilku osiedli. W roku 1549 został burmistrzem nadmorskiego miasta Santa Marta.
W roku 1552 wyruszył do Peru w nadziei zdobycia bogactw. Po drodze zatrzymał się w Panamie, gdzie przez dwa lata zwalczał powstanie niewolników. Po przybyciu do Peru został mianowany przez wicekróla, markiza de Cuñete, szefem ekspedycji, której zadaniem było przekroczenie Andów i dotarcie do mitycznego El Dorado.
Ursúa, na czele 300 Hiszpanów i licznych niewolników, opuścił Limę w lutym 1559. W podróży towarzyszyła mu jego kochanka, Doña Inez de Atienza. Po kilku okresach przestoju, spowodowanych brakami w zaopatrzeniu i problemami personalnymi, ekspedycja ruszyła i wkrótce dotarła do nurtu rzeki Huallaga, którą – poprzez Ukajali u jej styku z Marañón – wpłynęła na Amazonkę.
31 grudnia 1560 roku (według innych danych 1 stycznia 1561) w pobliżu ujścia rzeki Putumayo wybuchł bunt, na czele którego stał jeden z członków ekspedycji, Lope de Aguirre. Pedro de Ursúa, jego kochanka i zastępca zostali zamordowani, a buntownicy po długiej podróży dotarli do wybrzeży Wenezueli.
Pedro de Ursúa był jednym z pierwszych kontynuatorów wyprawy Francisca de Orellany w celu znalezienia legendarnej krainy złota. Jego śmierć przyczyniła się – pośrednio – do odkrycia drogi poprzez Rio Negro i Orinoko do Morza Karaibskiego.